# Sátira de la religión
La sátira religiosa es una forma de sátira cuyo objetivo es la religión. La sátira a costa del clero es un tipo de sátira política, mientras que la sátira religiosa tiene en el punto de mira las prácticas y creencias religiosas. Puede ser resultado del agnosticismo o ateísmo, pero también tener sus raíces en la creencia propia.
Desde tiempos muy remotos, al menos desde las obras de Aristófanes, la religión ha sido uno de los tres temas principales de la sátira literaria, junto con la política y el sexo. Volvió a emerger durante el Renacimiento con obras de Chaucer, Erasmo y Durero.

## Reacciones
La sátira de la religión se enfrenta a menudo a la desaprobación de quienes piensan que las creencias religiosas no deben ser ridiculizadas. Por ello, la sátira de la religión se encuentra en el centro del debate entre libertad de expresión y blasfemia.
En numerosos casos se han censurado obras satíricas, o atacado a sus autores.
Por ejemplo, la obra Tartufo de Molière fue prohibida en 1664. La película La vida de Brian fue prohibida inicialmente en Irlanda, Noruega y partes de Estados Unidos y Reino Unido, aunque, según los autores, los Monty Python, la película no es tanto una crítica de la religión como de la histeria y el exceso burocrático que a menudo la rodea.
En tiempos recientes, las respuestas más violentas a la sátira religiosa provienen de grupos islamistas radicales. En el islam no se permite la representación de la imagen del profeta Mahoma (incluso aunque no sea con fines satíricos), aunque esa prohibición no proviene del Corán, sino de unos hadith (textos islámicos). Unas caricaturas de Mahoma publicadas en 2005 en el periódico danés Jyllands Posten despertaron una gran controversia.
El 7 de enero de 2015 la sede del semanario francés Charlie Hebdo sufrió un atentado terrorista como respuesta por una portada con una caricatura de Mahoma. Con el eslogan Je suis Charlie («Yo soy Charlie» en francés), una parte significativa de la sociedad francesa y de otros países mostró su solidaridad con el semanario y su apoyo al derecho de sátira.
Richard Dawkins señala a menudo que no hay razón para excluir a la religión del escrutinio objetivo que ya afecta a cualquier otro fenómeno social.

### Encuestas sobre aceptación de la sátira religiosa por país

#### España
Un estudio sobre religiosidad en España realizado por el Centro de Investigaciones Sociológicas (número 2752, de febrero de 2008) señaló que el 55,3% de los encuestados españoles consideraba inaceptable la utilización de símbolos o personajes religiosos con fines humorísticos en los medios de comunicación, frente a un 34,6% que lo encontraba aceptable.
En la encuesta, la aceptación de la sátira religiosa es mayor cuanto más a la izquierda se sitúan los encuestados en el espectro político, y, en líneas generales, es mayor cuanto mayores son los ingresos y menor es la edad, aunque solo resulta estadísticamente mayoritaria en la extrema izquierda, en el estrato salarial entre 1800 y 2400 euros y en edades comprendidas entre los 25 y los 34 años. Desde el punto de vista de la religión, la aceptación solo es mayoritaria entre ateos y agnósticos, mientras que el rechazo es más marcado entre los musulmanes que entre los católicos. Al analizar por sexo, la aceptación es mayor entre los hombres que entre las mujeres, aunque en ambos grupos predomina el rechazo.

#### Estados Unidos
Entre el 22 y el 25 de enero de 2015, dos semanas después del atentado contra Charlie Hebdo por su publicación de una caricatura de Mahoma, el Pew Research Center realizó en Estados Unidos una encuesta sobre aceptación de la publicación de esa caricatura.
La encuesta arrojó un 60% de aceptación de la caricatura, un 28% de rechazo y un 12% de «no sabe/no contesta». Por sexos, la aceptación fue mayoritaria en hombres y mujeres, aunque mayor en hombres. Por edad, fue mayoritaria en todos los grupos, especialmente entre los 50 y los 64 años. Por nivel de estudios, fue mayor cuanto mayor el nivel educativo, aunque en todos los grupos fue mayor que el rechazo. Por afiliación y simpatía política, fue mayor en republicanos que entre los demócratas. Por religión, la aceptación fue cercana al 60% tanto en protestantes y católicos como en no afiliados. Finalmente, por raza, la aceptación fue del 70% (con un 20% de rechazo) en blancos no hispanos y del 37% (48% de rechazo) en el conjunto de no blancos.

## Ejemplos de sátira religiosa y personas satíricas

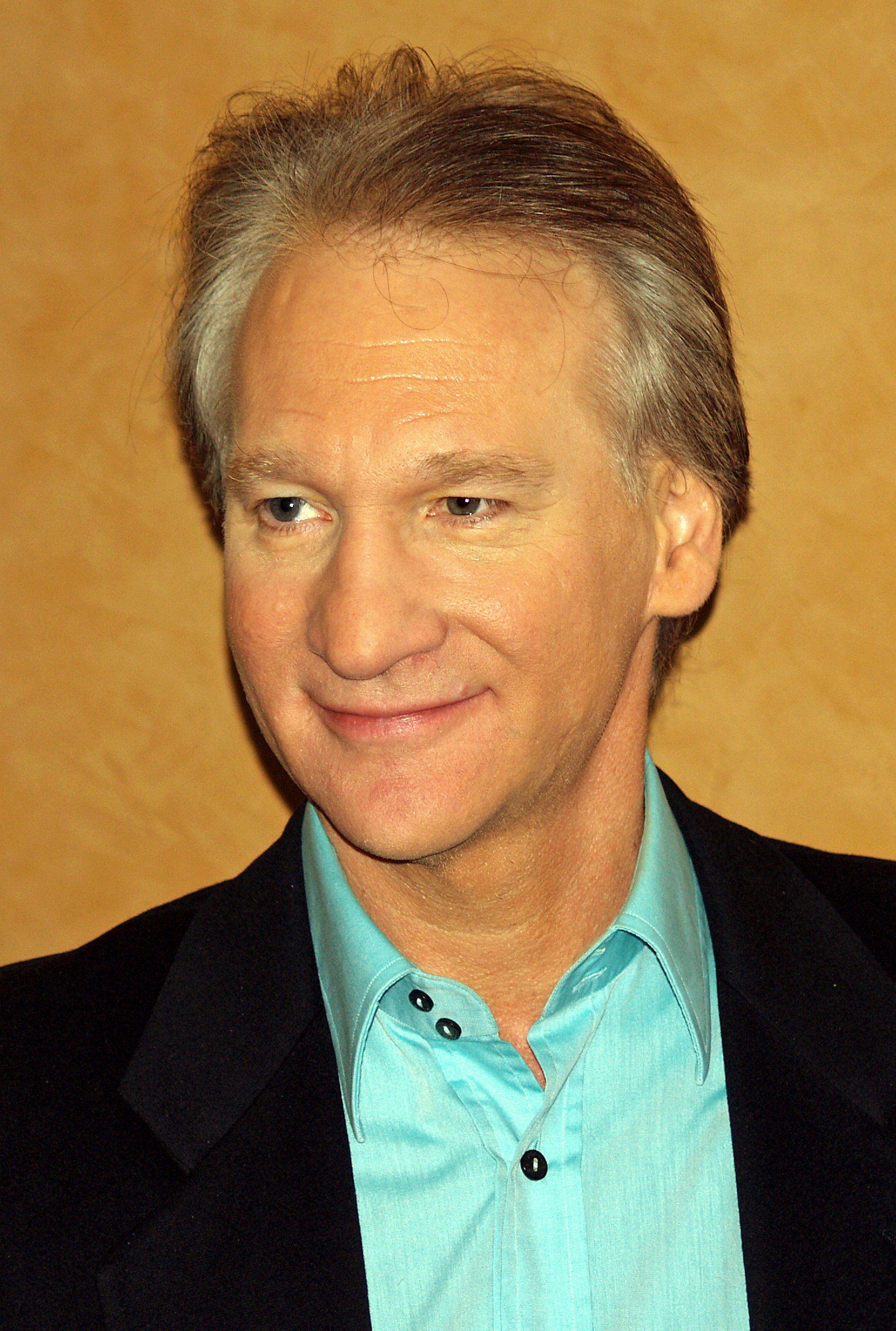
Bill Maher, autor de Religulous.

### Películas y documentales
- La vida de Brian de los Monty Python (1979)
- Dogma de Kevin Smith (1999)
- ¡Salvados! de Brian Dannelly (2004)
- Religulous de Larry Charles y Bill Maher (2008)
- Futurama: The Beast with a Billion Backs (2008)
- The Invention of Lying de Ricky Gervais y Matthew Robinson (2009)

#### Personajes ficticios
- Zarquon es un legendario profeta en la obra de Douglas Adams, Guía del autoestopista galáctico adorado por un pequeño número de personas. Su nombre se utilizaba como sustituto de "dios".

### Literatura y publicaciones
- Colección de historias Los cuentos de Canterbury (siglo XIV) de Geoffrey Chaucer
- Ensayo Elogio de la locura (1509) de Erasmo de Róterdam
- Novela Cuento de una barrica  (1704) de Jonathan Swift
- Poema de Robert Burns: Holy Willie's Prayer (1785), un ataque a la hipocresía de la religión
- Letters from the Earth, libro de ensayos de Mark Twain
- Sátira cristiana y revista de humor: The Wittenburg Door (desde 1971)
- La novela de Robert A. Heinlein Job: A Comedy of Justice (1984)
- La novela "absurda" de Christopher Moore Lamb: The Gospel According to Biff, Christ's Childhood Pal (2002)
- Las controvertidas caricaturas de Mahoma en el periódico Jyllands-Posten (2005)
- How to Build a God in Your Garage: A Step-by-Step Guide to Conceptualizing and Establishing a Religious Organization (2009) de Chris Neal
- Celeterra (2011) de Clemens P. Suter

### Musicales
- Tartufo (1664) de Molière
- Inherit the Wind (1955), que hace ficción de Scopes Monkey Trial en los años 1920
- Jerry Springer: The Opera, notable por trato irreverente de los temas judeocristianos
- A Very Merry Unauthorized Children's Scientology Pageant (2003), hace sátira de L. Ron Hubbard y la Cienciología
- Saturday's Voyeur parodia de la vida en Utah y la cultura mormona
- The Book of Mormon (2011) Producción de Broadway sobre dos misioneros mormones en Uganda, escrito por los creadores de South Park, Matt Stone y Trey Parker
- Every Sperm is Sacred (1983) (Todo esperma es sagrado) es una canción de la película El sentido de la vida del grupo humorístico británico Monty Python, donde se satirizan las consecuencias de las enseñanzas católicas sobre la anticoncepción.

### Televisión
- Episodio de Futurama: A Pharaoh to Remember en la que aparece una ceremonia religiosa en la que el pastor canta: Gran muro de la profecía, revélanos los deseos de dios para que los obedezcamos ciegamente y los celebrantes responden "¡Libéranos del pensamiento y la responsabilidad!"
- South Park ha satirizado el cristianismo, mormonismo, judaísmo, islam, cienciología, hare krishna y otras religiones
- La miniserie documental satírica australiana John Safran vs God (2004)
- El sitcom británico Father Ted, satiriza el rol de la Iglesia católica en Irlanda.
- En el episodio North by North Quahog de Padre de familia, Peter Griffin parodia a Mel Gibson en el tráiler ficticio de carácter secreto de La Pasión de Cristo II: Crucifica Esto. En ella Jesucristo aparece armado enfrentándose a tiros con la mafia, en una parodia de Rush Hour.

#### Personajes
- La Princesa Clara de Drawn Together es una cristiana devota que suele satirizar sobre los puntos de vista cristianos conservadores.
- Ned Flanders de The Simpsons es un cristiano evangélico que practica la sola scriptura.

### En la web
- Sinfest, tira cómica de Tatsuya Ishida que hace hincapié en temas religiosos (desde 2000)
- Cómic semanal Jesus and Mo (desde 2005)
- Series de comedia Mr. Deity, con dios, su asistente Jesús, Lucifer y otras caracteres bíblicos (desde 2006)
- El LOLCat Bible Translation Project, proyecto wiki de Martin Grondin (desde 2007)

### Religiones parodia
Véase también: Categoría:Parodias religiosas
- El pastafarismo y su Monstruo de espagueti volador
- El unicornio rosa invisible, con su diosa invisible y sin embargo rosa.
- El discordianismo se centra en los antiguos dioses greco-romanos del caos. Su libro sagrado es Principia Discordia cuyo quinto mandamiento es No creer ninguna cosa que leas.
- La Iglesia de los subgenios hace hincapié en el teleevangelismo y la cienciología
- El culto al "Ceiling Cat" entre los Lolcats.

### Otros
- Voltaire
- Las Hermanas de la Perpetua Indulgencia, organización lgbt que utiliza la imaginería cristiana para llamar la atención sobre la intolerancia contra la sexualidad